# Theatrum mundi
El Theatrum mundi o El teatro del mundo es un tópico literario que explica que la sociedad, el mundo o la existencia misma se configuran como teatro o una pieza teatral.
Mediante esta metáfora, explicaba Platón (véase: mito de la caverna o Leyes) que los humanos son y funcionan como marionetas. Al final de su diálogo El banquete, escribe que Sócrates discutió la cuestión de qué género teatral era más parecido a la verdad: si la comedia o la tragedia, defendiendo que era esta última. La idea del mundo como teatro se encuentra también entre los romanos y en concreto en la Edad de plata de su literatura, en El Satiricón de Petronio, cuyo lema es "la sociedad como un teatro". El poeta y matemático ateo persa Omar Khayyam amplió esta idea mediante la alegoría del ajedrez en una de sus Rubaiyatas: somos las piezas de un tablero donde las casillas blancas son los días y las negras las noches: nos movenos por ellas creyendo que unos tenemos más poder o influencia que otros y al final vamos a parar iguales a la misma caja (otro tópico: la muerte igualadora). Y también el jugador que nos mueve es una pieza. 
Sin embargo, también es propio de la religión cristiana afirmar que el mundo es un teatro, cuyo único espectador es Dios desde el cielo; el teatro barroco inglés del Globo tenía en su bandera el lema "El mundo entero es un teatro" y en el teatro barroco español se insiste especialmente en la idea del mundo como teatro o como sueño en autos sacramentales de Pedro Calderón de la Barca como El gran teatro del mundo o en comedias filosóficas como La vida es sueño, por no hablar de otros autores. Más adelante, ya en el siglo XIX, autores como Balzac con La comedia humana, Baudelaire o incluso Freud.
Hay una idea común, e indistinta a la creencia de cada autor, y es la de que el ser humano adopta roles continuamente, como un actor cambia de papel. En cuanto al aspecto científico, y especialmente sociológico, esta idea da a entender que en una sociedad, el individuo importa no por quien es, sino por su representación social que tiene, por su puesto social, es decir, por el rol que desempeña. En la literatura, dicho "teatro" es recreado mediante la deíxis, según la cual un autor puede representar las coordenadas del mundo, tanto real como imaginario.  
Richard Sennett, denomina en El declive del hombre público a los roles como 
«una conducta apropiada a ciertas situaciones pero no a otras» (1978 A. Pág 46). Por otro lado:
Es incluso envidiable que eso suceda. Una vida monolítica y con pocos cambios es sinónimo de aburrimiento y, por tanto, despreciable a priori. Poco importa si los valores que la sustentan son profundos y satisfactorios. La persona que se mueve, que varía, que reinventa su cotidianidad, es más admirada en nuestro tiempo que aquella que permanece mucho tiempo fiel a unas mismas realidades (Juan Carlos Pérez Jiménez, Síndromes Modernos: Tendencias de la Sociedad Actual, 2002).
- Datos: Q2416363